# Communauté de communes Chauray-Échiré-Saint-Gelais
La communauté de communes Chauray-Échiré-Saint-Gelais est une ancienne communauté de communes française, située dans le département des Deux-Sèvres, en région Poitou-Charentes.

## Historique
Elle fusionne avec la Communauté de communes de Niort pour former au 1er janvier 2000 la communauté d'agglomération de Niort.